# Psilochalcis hespenheidei
Psilochalcis hespenheidei is een vliesvleugelig insect uit de familie bronswespen (Chalcididae). De wetenschappelijke naam is voor het eerst geldig gepubliceerd in 1984 door Boucek.